# Tekkan-Zu
Der Tekkan-Zu oder Tekken ist ein Schlagring aus Japan.

## Beschreibung
Der Tekkan-Zu besteht aus Bronze oder Eisen. Er ist oval gearbeitet und hat an der Schlagseite spitze Dornen, die dazu dienen, die Schlagwirkung zu erhöhen. An der Unterseite ist der Schlagring kantig und schwer ausgearbeitet, um Schläge von oben zu ermöglichen. Es gibt verschiedene Ausführungen. Diese Schlagringe wurden von Kriegern in Japan benutzt.